# Геснер, Абрахам
Авраам Пинео Геснер(англ. Abraham Pineo Gesner, 2 мая 1797 г. — 29 апреля 1864 г.) был канадским врачом и геологом, который изобрёл керосин. Геснер родился в Корнуоллисе, Новая Шотландия (теперь Чипманс-Корнер), и прожил большую часть своей жизни в Сент-Джоне, Нью-Брансуик. Он умер в Галифаксе, Новая Шотландия. Он был влиятельной фигурой в развитии изучения канадской геологии и естественной истории.

## Биография
Ранняя жизнь
Авраам Пинео Геснер родился 2 мая 1797 года в Корнуоллисе, округ Кингс, Новая Шотландия. Он был одним из 12 детей, воспитанных Генри Геснером и Сарой Пинео. Его отец был лоялистом, который эмигрировал в Новую Шотландию после Американской революции. Геснер был известен как большой читатель и прилежный ученик.
В начале двадцати лет Геснер начал заниматься продажей лошадей на плантации в Карибском море и Соединенных Штатах, но это предприятие потерпело неудачу после того, как он потерял большую часть своих лошадей в двух кораблекрушениях. Финансово истощенный Геснер вернулся на семейную ферму и женился на Харриет Вебстер, дочери известного кентвиллского врача Айзека Вебстера в 1824 году. Сообщается, что Вебстер предложил позаботиться о долгах Геснера, если тот изучит медицину и обеспечит своей семье стабильный доход. В 1825 году Геснер отправился в Лондон, чтобы изучать медицину в больнице Святого Варфоломея у сэра Эстли Пастона Купера и хирургию в больнице Гая у Джона Абернети. Будучи в первую очередь студентом-медиком, Геснер проявил интерес к наукам о Земле и посещал лекции по минералогии и геологии. Геснер также установил отношения на всю жизнь с Чарльзом Лайеллом.

## Ранняя карьера
Геснер получил квалификацию доктора медицины и поселился в Паррсборо, Новая Шотландия, в 1827 году в качестве странствующего врача. Геснер также продолжал следовать своей страсти к геологии, читая труды известных геологов и выработав привычку подбирать образцы минералов, которые привлекали его внимание во время поездок верхом на лошади. В 1836 году Геснер опубликовал свою первую книгу «Заметки о геологии и минералогии Новой Шотландии». Книга расширила более раннее геологическое исследование Чарльза Т. Джексона и продемонстрировала способность Геснера выражать сложные концепции простым языком. После публикации «Заметок о геологии и минералогии Новой Шотландии» Геснер сосредоточил свои усилия на изучении геологии и наук, связанных с ней.
В 1838 году правительство Нью-Брансуика назначило Геснера провинциальным геологом, и он переехал в Сент-Джон, чтобы провести геологическое обследование провинции. В течение пяти лет Геснер проводил лето на геологических полевых работах, а зимой — за классификацией образцов и написанием отчетов. Хотя геологические исследования Геснера были высокого качества по стандартам 1840-х годов, у него не было опыта в горном деле, и он не смог провести реалистичную оценку минеральных запасов провинции. После публикации геологических исследований Геснера местные предприниматели открыли угольные и железные рудники в округе Куинс и быстро разочаровались в масштабах и качестве руды. Недовольные инвесторы усомнились в обоснованности исследований Геснера, и провинциальное правительство уволило его в 1843 году.

## Обнаружение керосина
В 1846 году продемонстрировав получение керосина нагреванием угля осветительное масло, не дававшее копоти. Метод Геснера не позволял получить дешёвый продукт, но дал толчок дальнейшим исследованиям.
Геснер, вероятно, начал экспериментировать с углеводородами в 1840-х годах. Используя образец битума из озера Пич-Лейк в Тринидаде, который он собрал во время перевозки лошадей через Атлантику, Геснер разработал метод извлечения масел и газа из битуминозных веществ. Геснер обнаружил, что первый продукт был неудовлетворительным, поскольку имел неприятный запах, сырье было дорогим в получении, и его эксперименты показали, что из одной тонны битума Тринидада можно получить только 42 галлона нефти. Переключив свои эксперименты с битума Тринидада на альбертит, Геснер обнаружил, что горящая нефть, извлеченная из вещества, давала более яркое и чистое пламя по сравнению с лампами, использующими китовый жир или угольное масло. Во время проведения серии публичных лекций в Шарлоттауне Геснер, как сообщается, провел первую публичную демонстрацию приготовления и использования нового лампового топлива в августе 1846 года. Сначала Геснер назвал свой продукт «кероселайн» от двух греческих слов: κηρός (воск) и λάδι (масло), но позже сократил название до керосин.